# جاده ۶۱ ایالات متحده آمریکا
بزرگراه ۶۱ (به انگلیسی: Highway 61) با نام رسمی یو. اس. روت ۶۱ (انگلیسی: U.S. Route 61) بزرگراهی شمالی-جنوبی در آمریکا به طول ۱۴۰۶ مایل (۲٬۲۶۴ کیلومتر) است که از نیواورلئان، لوئیزیانا تا وایومینگ، مینه‌سوتا امتداد دارد. این بزرگراه عمدتاً مسیر رود می‌سی‌سی‌پی را دنبال می‌کند و با گذر از سنت پال، سنت لوئیس و ممفیس به دلتای می‌سی‌سی‌پی و از آنجا به نیوارلئان می‌رسد. از این رو به بزرگراه بلوز مشهور است.
از بزرگ‌راه ۶۱ در آثار موسیقایی چندی یاد شده‌است که مهم‌ترینِ آن آلبوم باب دیلن با نام «دیدار دوباره با بزرگراه ۶۱» و ترانهٔ او به همین نام است.

## نگارخانه

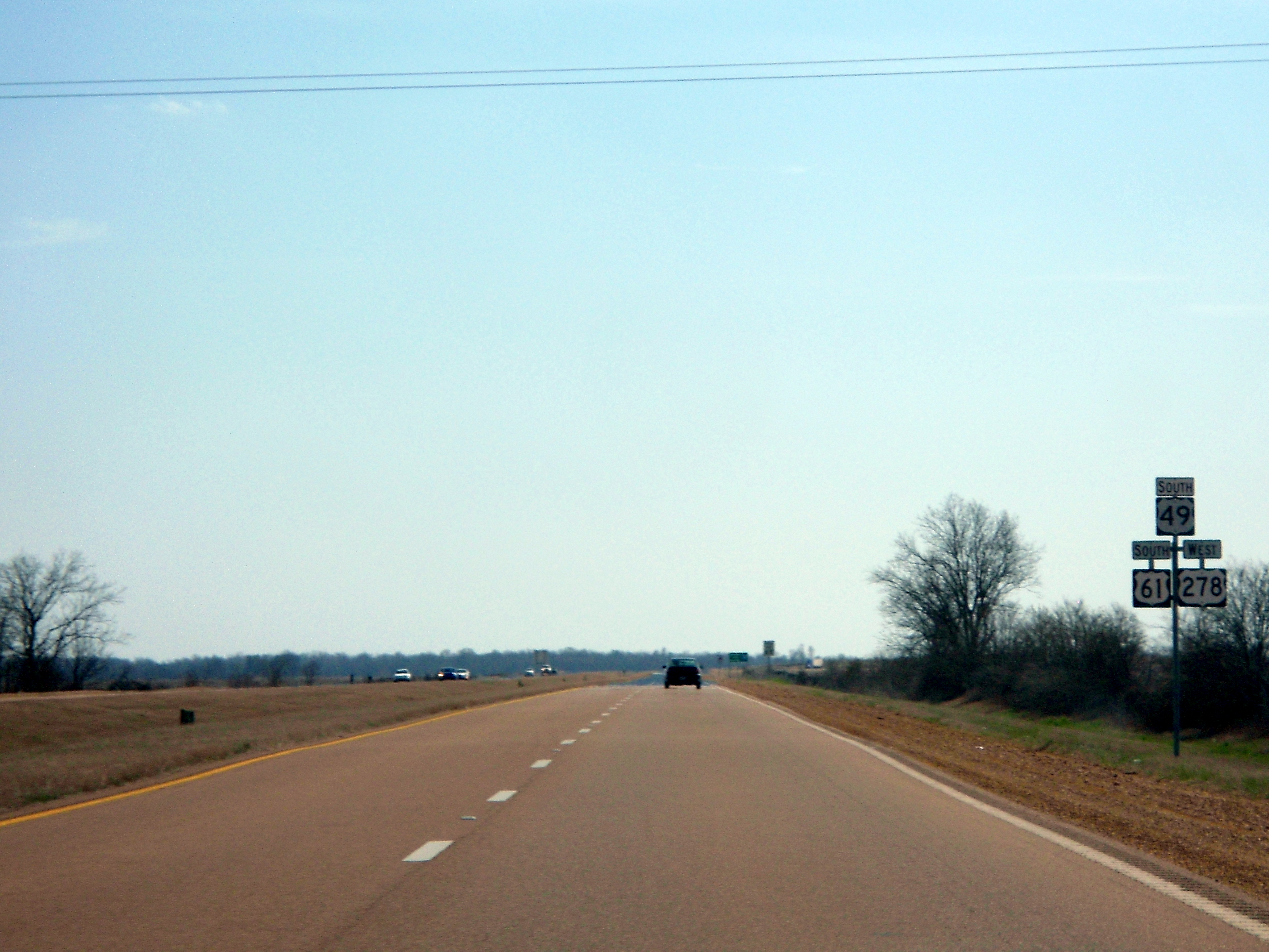
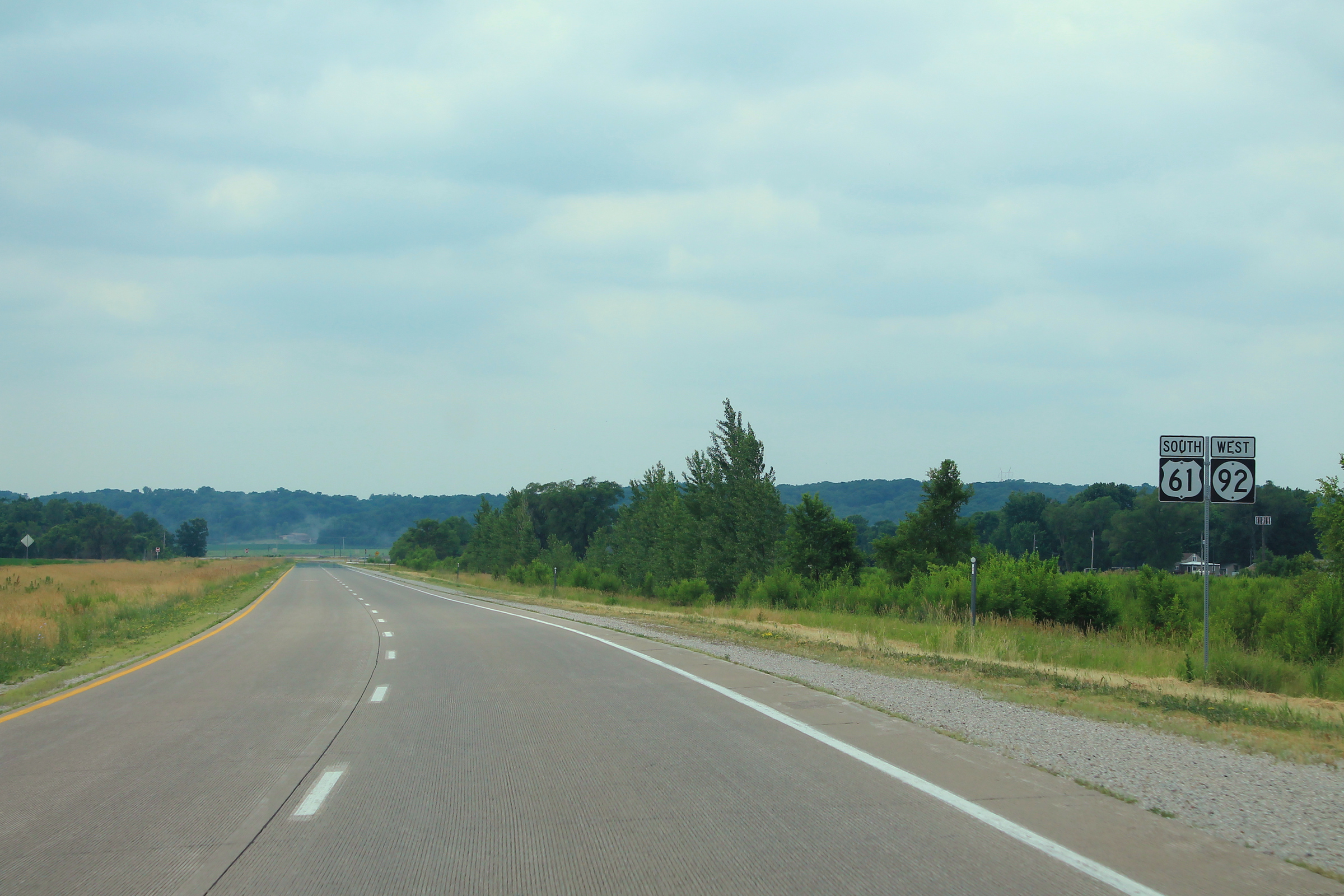
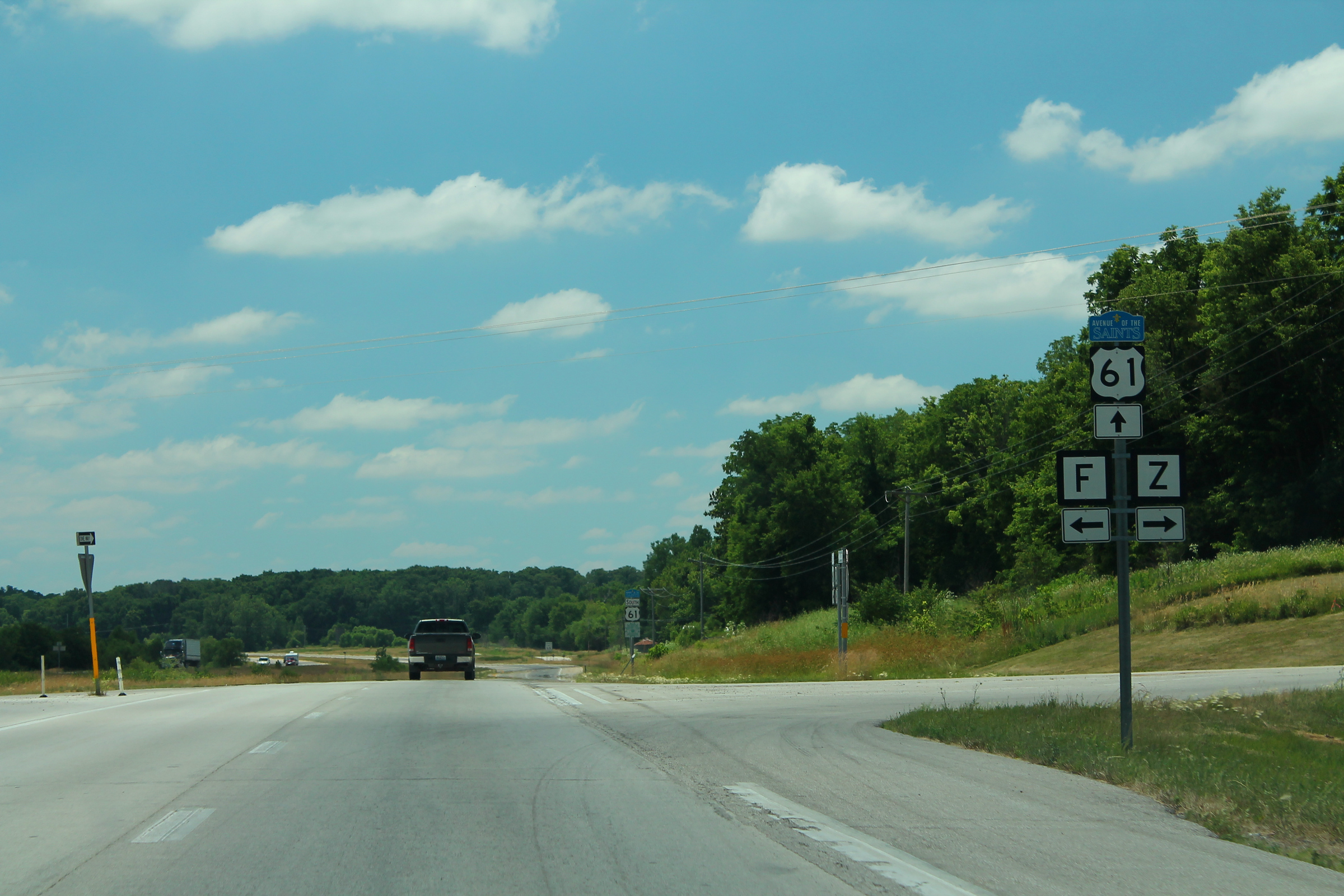
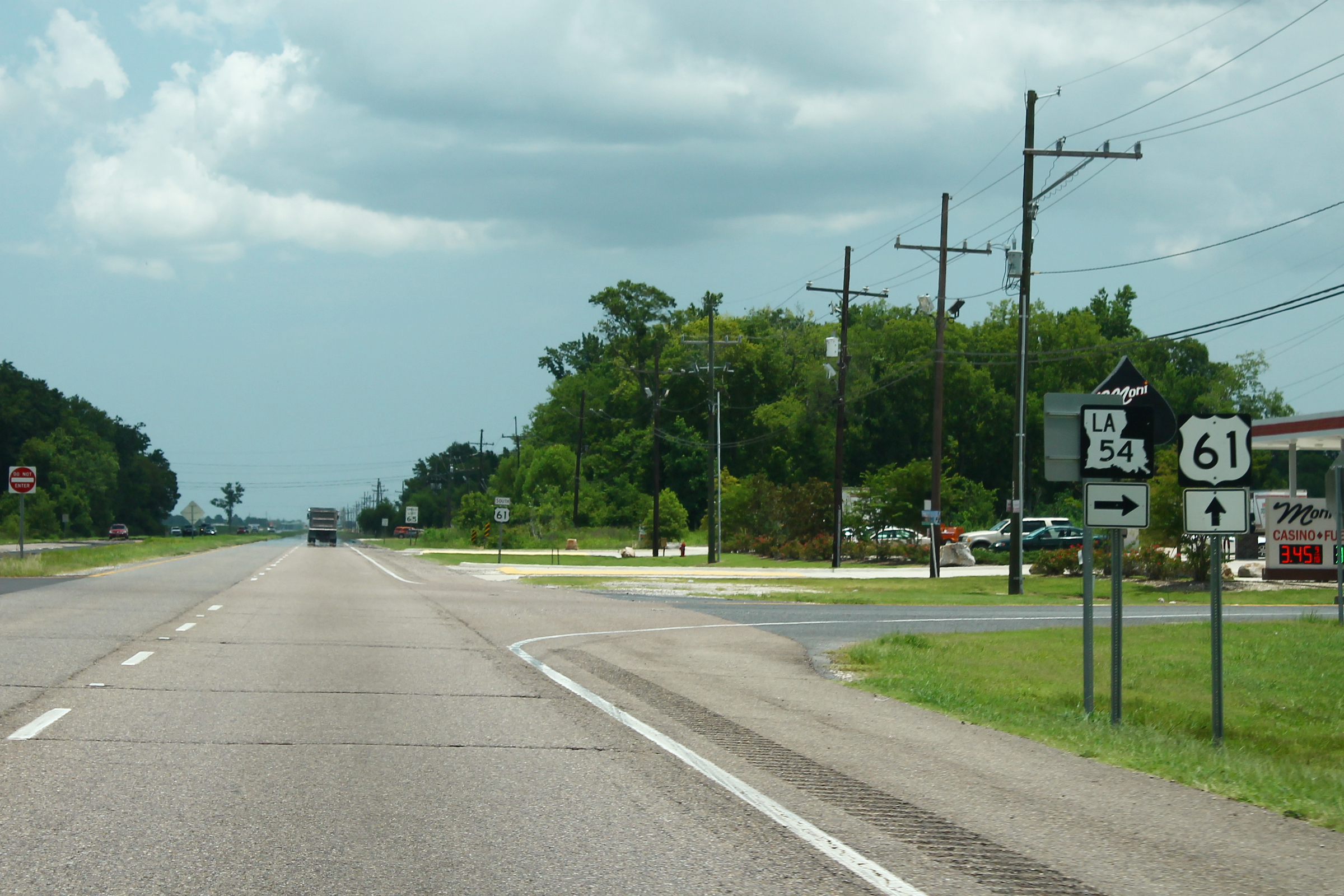